# Mouanko
Mouanko är en ort i Kamerun.   Den ligger i regionen Kustregionen, i den sydvästra delen av landet, 190 km väster om huvudstaden Yaoundé. Mouanko ligger 13 meter över havet och antalet invånare är 1 604.
Terrängen runt Mouanko är mycket platt. Trakten runt Mouanko är ganska glesbefolkad, med 42 invånare per kvadratkilometer. Det finns inga andra samhällen i närheten. I omgivningarna runt Mouanko växer i huvudsak städsegrön lövskog.